# The Foolish Age
Pour plus de détails, voir Fiche technique et Distribution.
The Foolish Age est un film muet américain en noir et blanc, réalisé par William A. Seiter et sorti en 1921.

## Fiche technique
- Réalisation : William A. Seiter
- Scénario : Violet Clark, William A. Seiter, Hunt Stromberg
- Producteur : 	Hunt Stromberg
- Photographie : Bert Cann
- Société de production : Hunt Stromberg Productions

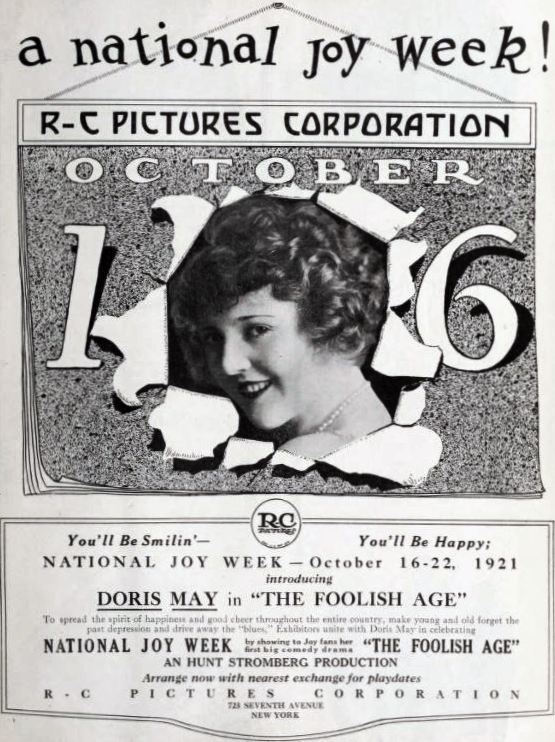
Annonce du film dans le magazine Exhibitors Herald.

- Distributeur : Film Booking Offices of America
- Durée : 50 minutes
- Format : Noir et blanc
- Langue : Muet
- Genre : Comédie
- Date de sortie : 16 octobre 1921

## Distribution
- Doris May : Margie Carr
- Hallam Cooley : Homer Dean Chadwick
- Otis Harlan : Old Top: Carr
- Arthur Hoyt : Lester Hicks
- Lillian Worth : Flossy
- Bull Montana : Bubbs
- William Elmer : Cauliflower Jim
- W.C. Robinson : Todd